# Yuanhang Y6

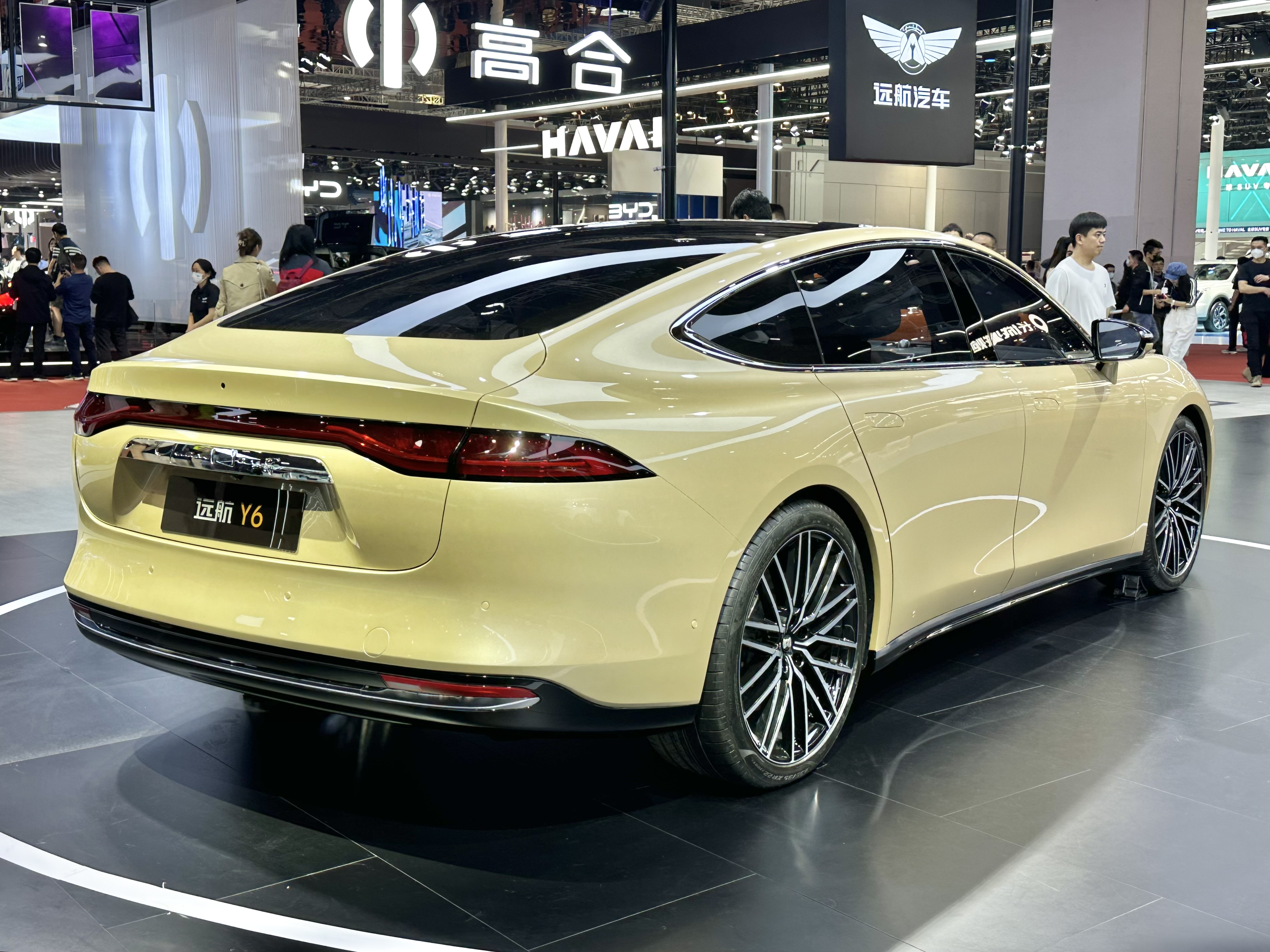
Вид сзади

Yuanhang Y6 — полноразмерный электромобиль, выпускаемый китайской компанией Yuanhang Auto с 2023 года.

## Описание
Yuanhang Y6 имеет дизайн без решётки радиатора и форму фастбэка в сочетании с бескаркасными дверями и скрытыми дверными ручками. Его интерьер оснащён вертикальным 17-дюймовым сенсорным экраном центральной консоли, 10-дюймовой комбинацией приборов и 70-дюймовым дополняющим реальность дисплеем HUD с операционной системой AliOS. От 20% до 80% автомобиль заряжается за 30 минут. Конкурентами являются Voyah Passion и Nio ET7. Сама модель выпущена на платформе BHD (Beyond the Horizon of Drive), совместно разработанной компаниями Bosch и Huawei.

## Технические характеристики
Yuanhang Y6 оснащён электродвигателем мощностью 250—520 кВт (335—697 л. с.), который питается от аккумулятора ёмкостью 88,42—150 кВт·ч. Запас хода варьируется до 1020 км по циклу CLTC. Максимальная скорость ограничена до 205 км/ч.